# Naoyuki Tatsuwa
Naoyuki Tatsuwa (龍輪 直征 Tatsuwa Naoyuki?) es un director, animador y guionista gráfico de anime japonés. Trabajó como animador intermedio en Studio Giants. En 2004 se incorporó a Shaft, donde trabajó como director durante 11 años. En 2015 se convirtió en autónomo.

## Carrera
Tatsuwa se incorporó a la empresa de animación subcontratada Studio Giants en 2000, donde trabajó principalmente como subcontratista de Xebec. Se unió a Shaft en 2004. En 2007, recibió su primer trabajo como guionista gráfico y trabajó como asistente de dirección para varias de las series de Akiyuki Shinbo en 2008. En 2011, Tatsuwa debutó como director de series con Shaft con la serie OVA Katte ni Kaizō bajo la dirección principal de Shinbo. Tatsuwa dirigiría dos series más con Shaft y ayudaría a Shinbo una vez más, antes de dejar el estudio en 2015. Tatsuwa se asoció con el estudio Passione en 2018, donde actuó por primera vez como director jefe de unidad en Citrus.

### Estilo
Aunque solo era un animador clave en el momento de su producción, poco después de unirse a Shaft, el director Shin Ōnuma consultaba habitualmente con Tatsuwa sobre la posibilidad de realizar trabajos de parodia sobre Pani Poni Dash, de quien Ōnuma decía que era bueno con las parodias.

## Trabajos

### Series de televisión
Destaca papeles con funciones de dirección de series.
     Destaca papeles con funciones de asistente de dirección o supervisión.
| Año  | Título                                  | Director(es)                                                               | Estudio          | Funciones | Refs.                                            |
| ---- | --------------------------------------- | -------------------------------------------------------------------------- | ---------------- | --- | ------------------------------------------------ |
| 2000 | Yu☆Gi☆Oh! Duel Monsters                 | Kunihisa Sugishima                                                         | Gallop           | Animación intermedia (#98, 104) Animación clave (#110) | [ 6 ]                                            |
| 2001 | Shaman King                             | Seiji Mizushima                                                            | Xebec            | Animación intermedia (#19, 29) | [ 7 ]                                            |
| 2002 | Rockman.EXE                             | Takao Kato                                                                 | Xebec            | Animación intermedia (#6, 14, 22, 28, 34, 42, 47, 52) | [ 8 ]                                            |
| 2003 | Uchū no Stellvia                        | Tatsuo Satō                                                                | Xebec            | Verificación intermedia (#8, 13) Animación clave (#18, 20, 22) | [ 9 ] [ 1 ]                                      |
| 2003 | Rockman.EXE Axess                       | Takao Kato                                                                 | Xebec            | Animación clave (#4, 23, 27) | [ 10 ]                                           |
| 2005 | Tsukuyomi: Moon Phase                   | Akiyuki Shinbo                                                             | Shaft            | Animación clave (#26) | [ 2 ]                                            |
| 2005 | Pani Poni Dash!                         | Shin Ōnuma Akiyuki Shinbo                                                  | Shaft            | Animación clave (#5–6, 8–12, 14, 16–19, 21–26) Segunda animación clave (#3) Animador de Eyecatch (#22)                                                                        | [ 11 ] [ 12 ] [ 13 ]                             |
| 2006 | Rec                                     | Ryūtarō Nakamura                                                           | Shaft            | Animación clave (#4) | [ 14 ]                                           |
| 2006 | Negima!?                                | Shin Ōnuma Akiyuki Shinbo                                                  | Shaft            | Guionista gráfico (#19) Director de animación (#19) Animación clave (#1-3, 5, 7, 9-10, 12, 14, 19, 22-23, 26; OP 1-2, ED 2)                                                   | [ 15 ] [ 16 ] [ 17 ] [ 18 ]                      |
| 2007 | Sayonara Zetsubō Sensei                 | Akiyuki Shinbo                                                             | Shaft            | Director asistente Guionista gráfico (#3) Director de unidad (#OP 2) Animación adicional (#2-7) Eyecatch (#7, 10) Animación clave (#3, 7, 11; OP)                             | [ 19 ] [ 20 ] [ 21 ] [ 22 ] [ 23 ] [ 24 ] [ 25 ] |
| 2008 | (Zoku) Sayonara Zetsubō Sensei          | Akiyuki Shinbo                                                             | Shaft            | Director asistente Guionista gráfico (#1, 5, 11; ED 1–3) Director de apertura (#1–6, 8–10, 12–13) Animación clave (#13; ED 3)                                                 | [ 26 ] [ 27 ] [ 28 ] [ 29 ]                      |
| 2008 | Hidamari Sketch x 365                   | Akiyuki Shinbo                                                             | Shaft            | Animación clave (#OP) | [ 30 ]                                           |
| 2009 | Maria†Holic                             | Yukihiro Miyamoto Akiyuki Shinbo                                           | Shaft            | Director asistente Director de episodios (#3, 10) Guionista gráfico (#2-3, 6-12)                                                                                              | [ 31 ] [ 32 ] [ 33 ]                             |
| 2009 | (Zan) Sayonara Zetsubō Sensei           | Akiyuki Shinbo                                                             | Shaft            | Director asistente Director de episodios (#3AB, 7C, 8A, 11B, 12C) Guionista gráfico (#1, 2C, 3, 4C, 5-6, 7AB, 8B, 9C, 10C, 11B, 12CD, 13CD; OP) Director de unidad (#ED 1, 2) | [ 34 ] [ 35 ] [ 36 ] [ 37 ]                      |
| 2009 | Natsu no Arashi! Akinai-chū             | Shin Ōnuma (#1–7) Ken'ichi Ishikura (#8–13) Akiyuki Shinbo                 | Shaft            | Director de episodio (#7) Guionista gráfico (#13) | [ 38 ] [ 39 ]                                    |
| 2010 | Dance in the Vampire Bund               | Masahiro Sonoda Akiyuki Shinbo                                             | Shaft            | Director de episodios (#1, 8; OP) Guionista gráfico (#8; OP) | [ 40 ] [ 41 ] [ 42 ]                             |
| 2010 | Arakawa Under the Bridge                | Yukihiro Miyamoto Akiyuki Shinbo                                           | Shaft            | Guionista gráfico (#7; ED) Director de unidad (#OP, ED) | [ 43 ] [ 44 ] [ 45 ]                             |
| 2010 | Soredemo Machi wa Mawatteiru            | Akiyuki Shinbo                                                             | Shaft            | Director asistente Director de episodios (#2, 8, 12) Guionista gráfico (#1-2, 8, 12) Director de unidad (#ED) Animación clave (#2)                                            | [ 46 ] [ 47 ] [ 48 ] [ 49 ] [ 50 ] [ 51 ]        |
| 2011 | Puella Magi Madoka Magica               | Yukihiro Miyamoto Akiyuki Shinbo                                           | Shaft            | Guionista gráfico asistente (#7) | [ 52 ]                                           |
| 2011 | Maria†Holic Alive                       | Akiyuki Shinbo Tomokazu Tokoro                                             | Shaft            | Director de episodios (#1–6) Guionista gráfico (#1) | [ 53 ] [ 54 ]                                    |
| 2012 | Nisemonogatari                          | Tomoyuki Itamura Akiyuki Shinbo                                            | Shaft            | Director de episodio (#7) Segunda animación clave (#2) Director de apertura (#1)                                                                                              | [ 55 ] [ 56 ] [ 57 ] [ 58 ]                      |
| 2012 | Hidamari Sketch x Honeycomb             | Yūki Yase Akiyuki Shinbo                                                   | Shaft            | Guionista gráfico (#1-2) | [ 59 ]                                           |
| 2013 | Sasami-san@Ganbaranai                   | Akiyuki Shinbo                                                             | Shaft            | Director asistente Director de episodios (#1, 5, 12) Guionista gráfico (#1-2; OP) Director de unidad (#OP) Animación clave (#8)                                               | [ 60 ] [ 61 ] [ 62 ] [ 63 ] [ 64 ]               |
| 2013 | Monogatari Series Second Season         | Akiyuki Shinbo Naoyuki Tatsuwa (#7-10) Yūki Yase (#17-26) Tomoyuki Itamura | Shaft            | Director de la serie (#7-10) Director de episodios (#7, 16-17, 23) Guionista gráfico (#7)                                                                                     | [ 65 ] [ 66 ] [ 67 ]                             |
| 2014 | Nisekoi                                 | Akiyuki Shinbo Naoyuki Tatsuwa                                             | Shaft            | Director Guionista gráfico (#5, 17; OP 1) Director de unidad (#2, 12, 17, 20; OP 1)                                                                                           | [ 68 ] [ 69 ] [ 70 ] [ 71 ]                      |
| 2014 | Mekakucity Actors                       | Akiyuki Shinbo Yūki Yase                                                   | Shaft            | Animación clave (#12) | [ 72 ]                                           |
| 2015 | Kōfuku Graffiti                         | Akiyuki Shinbo Naoyuki Tatsuwa                                             | Shaft            | Director Director de episodio (#3) | [ 73 ] [ 74 ]                                    |
| 2016 | Hitori no Shita: The Outcast            | Xin Wang                                                                   | Pandanium        | Director de episodio (#12) Director de episodios jefe (#1, 3) | [ 75 ] [ 76 ]                                    |
| 2016 | Qualidea Code                           | Ken'ichi Kawamura                                                          | A-1 Pictures     | Guionista gráfico (#OP 2) Director de unidad (#OP 2) | [ 77 ]                                           |
| 2017 | Hinako Note                             | Takeo Takahashi Tōru Kitahata                                              | Passione         | Director de episodios (#6, 10) Guionista gráfico (#3) | [ 78 ] [ 79 ]                                    |
| 2017 | Ōsama Game The Animation                | Tokihiro Sasaki                                                            | Seven            | Guionista gráfico (#4) | [ 80 ]                                           |
| 2018 | Citrus                                  | Takeo Takahashi                                                            | Passione         | Director de episodios (#6-7, 12) Director de episodios jefe | [ 4 ] [ 81 ]                                     |
| 2018 | Dakaretai Otoko 1-i ni Odosarete Imasu. | Naoyuki Tatsuwa                                                            | CloverWorks      | Director Director de episodios (#1, 8) Guionista gráfico (#1-2) | [ 82 ] [ 83 ] [ 84 ]                             |
| 2019 | En'en no Shōbōtai                       | Yūki Yase                                                                  | David Production | Guionista gráfico (#OP 2) Director de unidad (#OP 2) | [ 77 ]                                           |
| 2019 | Z/X Code: Reunion                       | Yoshifumi Sueda                                                            | Passione         | Director de episodio (#12) | [ 85 ]                                           |
| 2020 | Ishuzoku Reviewers                      | Yūki Ogawa                                                                 | Passione         | Director de episodio (#7) | [ 86 ]                                           |
| 2020 | Higurashi no Naku Koro ni Gō            | Keiichiro Kawaguchi                                                        | Passione         | Director de episodios (#3, 18) Animación clave (#1) | [ 87 ] [ 88 ]                                    |
| 2021 | Higurashi no Naku Koro ni Sotsu         | Keiichiro Kawaguchi                                                        | Passione         | Director de episodio (#4) | [ 89 ]                                           |
| 2022 | Isekai Meikyū de Harem o                | Naoyuki Tatsuwa                                                            | Passione         | Director Guionista gráfico (#1; ED) Director de unidad (#OP) | [ 90 ] [ 91 ]                                    |
| 2022 | Warau Arsnotoria Sun!                   | Naoyuki Tatsuwa                                                            | Liden Films      | Director Guionista gráfico (#1; ED) Director de unidad (#ED) | [ 92 ] [ 93 ]                                    |
| 2025 | Mahōtsukai no Yakusoku                  | Naoyuki Tatsuwa                                                            | Liden Films      | Director Director de episodio (#1) Guionista gráfico (#1-2) | [ 94 ] [ 95 ]                                    |
| 2026 | Kuroneko to Majo no Kyōshitsu           | Naoyuki Tatsuwa                                                            | Liden Films      | Director | [ 96 ]                                           |
| —    | Seitokai ni mo Ana wa Aru!              | Naoyuki Tatsuwa                                                            | Passione         | Director | [ 97 ]                                           |

### Películas
Destaca papeles con funciones de dirección de series.
| Año  | Título                                                   | Director(es)                     | Estudio               | Funciones                   | Refs.   |
| ---- | -------------------------------------------------------- | -------------------------------- | --------------------- | --------------------------- | ------- |
| 2012 | Mahō Shōjo Madoka★Magica Movie 1: Hajimari no Monogatari | Akiyuki Shinbo Yukihiro Miyamoto | Shaft                 | Guionista gráfico           | [ 98 ]  |
| 2016 | Dōkyūsei                                                 | Shōko Nakamura                   | A-1 Pictures          | Animación clave             | [ 99 ]  |
| 2016 | Kimi no Na wa.                                           | Makoto Shinkai                   | CoMix Wave Films      | Animación clave             | [ 100 ] |
| 2020 | Kyochū Rettō Movie                                       | Takeo Takahashi Naoyuki Tatsuwa  | Passione              | Director Director de unidad | [ 101 ] |
| 2021 | Dakaretai Otoko 1-i ni Odosarete Imasu. Movie: Spain-hen | Naoyuki Tatsuwa                  | CloverWorks           | Director                    | [ 102 ] |
| 2024 | Ōmuro-ke: Dear Sisters                                   | Naoyuki Tatsuwa                  | Passione Studio Lings | Director Guionista gráfico  | [ 103 ] |
| 2024 | Ōmuro-ke: Dear Friends                                   | Naoyuki Tatsuwa                  | Passione Studio Lings | Director Guionista gráfico  | [ 103 ] |

### OVAs
Destaca papeles con funciones de dirección de series.
     Destaca papeles con funciones de asistente de dirección o supervisión.
| Año  | Título                                  | Director(es)                    | Estudio  | Funciones | Refs.                   |
| ---- | --------------------------------------- | ------------------------------- | -------- | --- | ----------------------- |
| 2006 | Tsukuyomi: Moon Phase                   | Akiyuki Shinbo                  | Shaft    | Animación clave                                                                                                 | [ 104 ]                 |
| 2006 | Rec                                     | Ryūtarō Nakamura                | Shaft    | Animación clave                                                                                                 | [ 105 ]                 |
| 2006 | Negima!? Haru Special!?                 | Shin Ōnuma Akiyuki Shinbo       | Shaft    | Animación clave                                                                                                 | [ 106 ]                 |
| 2008 | (Goku) Sayonara Zetsubō Sensei          | Akiyuki Shinbo                  | Shaft    | Director asistente Guionista gráfico (#1AC, 2A, 3) Animación clave (#2C; ED 2)                                  | [ 107 ] [ 108 ] [ 109 ] |
| 2009 | (Zan) Sayonara Zetsubō Sensei Bangaichi | Akiyuki Shinbo                  | Shaft    | Director asistente Director de episodios (#1A, 2A) Guionista gráfico (#1AB, 2AC) Director de unidad (#ED 1–2)   | [ 110 ]                 |
| 2011 | Katte ni Kaizō                          | Takeo Takahashi Naoyuki Tatsuwa | Shaft    | Director Director de episodios (#1, 2A, 2B, 3) Guionista gráfico (#1A, 1C, 2A, 2B; OP) Director de unidad (#OP) | [ 3 ] [ 111 ]           |
| 2014 | Nisekoi                                 | Akiyuki Shinbo Naoyuki Tatsuwa  | Shaft    | Director Director de episodios (#1; OP) Guionista gráfico (#OP)                                                 | [ 112 ] [ 113 ] [ 114 ] |
| 2012 | Sayonara Zetsubō Sensei Special         | Akiyuki Shinbo                  | Shaft    | Director asistente Director de episodios (#1A, 2A) Guionista gráfico (#1AB, 2AC)                                | [ 115 ]                 |
| 2019 | Kyochū Rettō                            | Takeo Takahashi Naoyuki Tatsuwa | Passione | Director Director de episodio                                                                                   | [ 101 ]                 |

### Especiales
Destaca papeles con funciones de dirección de series.
| Año  | Título                            | Director(es)     | Estudio  | Funciones                     | Refs. |
| ---- | --------------------------------- | ---------------- | -------- | ----------------------------- | ----- |
| 2006 | Rec: Yurusarezarumono             | Ryūtarō Nakamura | Shaft    | Animación clave               | [ 8 ] |
| 2022 | Isekai Meikyū de Harem o Specials | Naoyuki Tatsuwa  | Passione | Director Director de episodio | [ 8 ] |

### Trabajos citados
- Takahashi, Yumi, ed. (2019). Akiyuki Shimbo x Shaft Chronicle (en japonés). Dotcom. ISBN 978-4835457017.